# Yesspeak Live: The Director's Cut
Yesspeak Live: The Director's Cut è un doppio DVD della progressive rock band Yes pubblicato nel 2008. Il video contiene anche interviste ai membri della band e parte di esso è stato pubblicato nel documentario Yesspeak del 2004. È stato registrato nei concerti a Birmingham e al Glastonbury Festival, durante il tour del 2003.

## Tracce

### Disco 1
1. Siberian Khatru
2. Magnification
3. Don't Kill the Whale
4. In the Presence Of
5. We Have Heaven
6. South Side of the Sky
7. And You and I
8. To Be Over
9. Clap
10. Show Me
11. Catherine of Aragon/Celtic Jig/Jane Seymour
12. Heart of the Sunrise
13. Long Distance Runaround
14. The Fish (Schindleria Praematarus)

### Disco 2
1. Awaken
2. I've Seen All Good People
3. Roundabout

Glastonbury Festival
1. Siberian Khatru
2. Magnification
3. Don't Kill the Whale
4. We Have Heaven
5. South Side of the Sky
6. And You and I
7. Heart of the Sunrise
8. Awaken
9. I've Seen All Good People
10. Roundabout

## Formazione
- Jon Anderson: Voce
- Chris Squire: Basso
- Steve Howe: Chitarra
- Rick Wakeman: Tastiere
- Alan White: Batteria